# 오산로
오산로(Osan-ro)는 전라남도 화순군 백아면원리사거리를 금단사거리 를잇는 도로이다.

## 주요 경유지
전라남도
- 화순군 백아면 - 곡성군 (오산면)

## 노선
| 이름              | 접속 노선              | 소재지        | 소재지        | 비고          |
| 백아로와 직결     | 백아로와 직결          | 백아로와 직결 | 백아로와 직결 | 백아로와 직결 |
| ----------------- | ---------------------- | ------------- | ------------- | ------------- |
| 원리삼거리        | 원리1길                | 화순군        | 백아면        |               |
| 원리교            |                        | 화순군        | 백아면        |               |
| 관음사입구 교차로 | 성덕관음길             | 곡성군        | 오산면        |               |
| 단사사거리        | 산이재로               | 곡성군        | 오산면        |               |
| 단사교            |                        | 곡성군        | 오산면        |               |
| 봉동교            |                        | 곡성군        | 오산면        |               |
| 첨단교            |                        | 곡성군        | 오산면        |               |
| 오산 교차로       | 옥순로                 | 곡성군        | 오산면        |               |
| 연화교            |                        | 곡성군        | 오산면        |               |
| 오산삼거리        | 국도 제13호선 (무옥로) | 곡성군        | 오산면        |               |
| 금단삼거리        | 천변로                 | 곡성군        | 오산면        |               |
| 대학로와 직결     |                        |               |               |               |

## 주요 건물 및 시설
- HD현대오일뱅크 심청주유소 (오산로 413/단사리 436)
- 곡성오산우체국 (오산로 593/봉동리 617-5)
- 농협 옥과농협 오산지점 (오산로 601/봉동리 341-2)
- 오산치안센터 (오산로 601/봉동리 341-2)
- 농협 옥과농협 하나로마트 오산점 (오산로 601/봉동리 341-2)
- 오산면 행정복지센터 (오산로 606/봉동리 609-2)
- 오산초등학교 (오산로 616/봉동리 500)
- SK에너지 옥천주유소 (오산로 844/연화리 262)
- S-OIL 옥과쌍용주유소 (오산로 978/연화리 7-4)
- 알뜰 송월주유소 (오산로 997/운곡리 8-17)